# メサケ・ドンゲ
メサケ・ドンゲ（Mesake Doge、1993年4月1日 - ）は、スーパーラグビー・パシフィックフィジアン・ドゥルアに所属するラグビー選手。

## プロフィール
- フィジー・スバ出身[1]。
- ポジションはプロップ(PR)。
- 身長 178cm、体重 122kg
- フィジー代表キャップは13（2024年3月現在）でラグビーワールドカップ2023のフィジー代表に選ばれた[2]。

## 略歴
SCMラグビー・ティミショアラ、CAブリーヴ、ドラゴンズを経て、2022年、フィジアン・ドゥルアに加入。